# ۲۳ خرس بزرگ
۲۳ خرس بزرگ یک ستاره است که در صورت فلکی خرس بزرگ قرار دارد.